# Псили
Псили́ (᾿ или ◌҆) (греч. ψιλή, то́нкое придыха́ние, зва́тельце, в старой орфографии звательцо; лат. spiritus lenis) — надстрочный диакритический знак греческой письменности (в политонической орфографии, использовавшейся с древнегреческих времен до реформ конца XX века) и кириллической церковнославянской письменности. Был введён александрийскими филологами, первоначально выглядел как правая половина буквы H (˧), позже превратился в J-образный крючок, ещё позже (в греческом курсиве) — в нечто похожее на «)» или на надбуквенную запятую; в этом последнем виде попал в славянскую письменность (однако в некоторых древнейших памятниках встречается и в первоначальной форме).

## Использование
В древнегреческом обозначал твёрдый приступ перед гласными в начале слова и ставился над первой буквой, если она гласная (и если над ней не было густого придыхания, дасии). Если слово начиналось не с одиночной гласной, а с дифтонга или диграфа, то псили (как и все греческие надстрочные знаки) помещалось над вторым их компонентом. Также псили ставилось над первой из двух рядом стоящих букв ро. У заглавных букв знак ставился перед буквой, у строчных — над ней: Ἀἀ, Ἐἐ, Ἠἠ, Ἰἰ, Ὀὀ, ῤ, ὐ, Ὠὠ.
В славянской письменности тонкое придыхание встречалось достаточно редко и постепенно вышло из употребления, а потому с середины XVII века образовалось простое формальное правило: ставить звательце над первой буквой слова, если это гласная. Так как исчезла необходимость различать два вида придыхания, то звательце стали изображать не только «)»-образно, но и в виде круглой шапочки (иногда смешивающейся по начертанию с каморой, но обычно более узкой и с заострёнными кончиками), и даже почти «(»-образно (последнее характерно для изданий московской единоверческой типографии при Святотроицковведенской церкви, работавшей во второй половине XIX — начале XX века). Над диграфом оу по греческому образцу звательце в российских изданиях ставилось над вторым элементом, хотя украинские униатские и сербские православные издания помещали его посредине.
Сочетаясь со знаками ударения, псили-звательце даёт составные надстрочные знаки:
- псили + оксия = исо;
- псили + вария = апостроф;
- псили + камора = великий апостроф.

Со времени регулярного разделения слов пробелами звательце по сути стало избыточным знаком (в той же мере, как, например, твёрдый знак в конце слов), а потому предпринимались попытки отказаться от его использования: так, Российское библейское общество в некоторых изданиях 1810—1820-х годов его не ставило, но эта практика далее не распространилась (хотя так набранная Библия стереотипно переиздавалась ещё лет пятьдесят). Что же касается русского гражданского шрифта, то в нём знаков придыхания не было с самого его начала в 1708 году.
В Юникоде псили присутствует с кодом U+0313 для греческого и U+0486 для кириллицы. Кроме того, отдельные коды отведены ряду монолитных символов для греческих букв с этим знаком.